# Demodex brevis
Demodex brevis é uma das duas espécies de ácaros do género Demodex que infestam humanos (a outra é Demodex folliculorum).